# Кальченко Микита Павлович
Микита Павлович Кальченко (* 1954) — український скульптор. Член НСХУ (2009).

## Біографія
Народився 20 жовтня 1954 р. у м. Київ. Син Павла Білаонова; мати — Кальченко Галина Никифорівна; онук Никифора Тимофійовича Кальченка.
З 2009 р. — член Національної Спілки художників України (секція скульптури).
За першою освітою історик, закінчив історичний факультет Київського університету (1977).
Протягом 1981—1987 рр. працював на посаді начальника скульптурного цеху Київського скульптурного комбінату.
Початкову творчу освіту здобув в художній майстерні власної матері, Галини Кальченко.
Починаючи з 1993 року займається також різьбленням по дереву.
Учасник всеукраїнських мистецьких виставок, зокрема виставок НСХУ, з 2000 року.
Основний напрям у творчості — фігуративна скульптура (реалізм; авангард). Тематично митець віддає перевагу анімалістиці, а також, рідше, побутовим та історичним творам, у техніках різьблення по дереву, як було сказано вище, а також лиття з бронзи.
Художньому почерку митця властиві загострений психологізм, подекуди гротесковість трактування образів, а також глибоке знання природи, в тому числі людської.
Живе і працює в Києві.